# Радиозвезда
Радиозвезда — устаревший астрономический термин. Возник на заре радиоастрономии в связи с тем, что первые радиотелескопы имели очень маленькую разрешающую способность (широкую диаграмму направленности). Радиозвёзды были видны на фоне радиоизлучения неба как неразрешённые (условно говоря, точечные) источники. Уже к концу 50-х годов XX века часть радиозвёзд удалось отождествить с остатками сверхновых или далёкими галактиками. Впоследствии, с развитием техники, угловое разрешение при радиоастрономических наблюдениях возросло настолько, что стало возможным строить детальные карты радиоисточников. Термин «радиозвезда», таким образом, оказался ненужным и вышел из употребления.